# Can Mateu (Cabrera de Mar)
Can Mateu és una masia de Cabrera de Mar (Maresme) protegida com a Bé Cultural d'Interès Local.

## Descripció
Situada a la zona esportiva del municipi, molt a prop de l'ajuntament i els closos arqueològics d'Ilturo.
Masia de planta rectangular formada per tres cossos unificats, un a la part posterior i l'altre a la dreta de la façana. La fisonomia del conjunt és molt similar, però cal tenir en compte que són construccions de diverses etapes, fruit d'ampliacions que s'han anat fent. La coberta del cos central i el de l'afegit a la dreta, és a dos vessants amb carener perpendicular a la façana principal. El cos que queda a la part posterior, en canvi, té coberta d'un aiguavés. La distribució és de planta baixa, primer pis i golfes per al cos central, mentre que pels cossos afegits només té dues alçades. En conjunt, el parament és de grans blocs de carreus, arrebossats i pintats i en alguns angles presenta cadena cantonera. Pel que fa a les obertures, a la façana principal, en els baixos hi ha la porta d'accés, lleugerament excèntrica, d'arc de mig punt i adovellada, flanquejada per dues finestres rectangulars. Al primer pis, se situen quatre finestres rectangulars emmarcades per llindes i brancals de pedra, amb persiana enrotllable. A les golfes, hi ha tres finestres d'arc de mig punt que comparteixen ampit. Pel que fa a la façana lateral, hi ha una finestra rectangular a la planta baixa i dues rectangulars, a la primera planta, una de menors dimensions que l'altra, però ambdues mostrant l'emmarcament amb llindes i brancals. En aquesta mateixa façana, s'observa afegit el cos posterior i aquest destaca per dues obertures amb llinda, una és la porta independent a la planta baixa i l'altra, una finestra al primer pis. La característica principal d'aquesta part de la masia és la presentació del parament, en aquest cas, arrebossat i pintat però també esgrafiat amb motius geomètrics. Finalment, el cos afegit a la dreta de la masia, té dues obertures disposades de la mateixa manera que el cos posterior, porta independent a la planta baixa i finestra al primer pis.